# Cruria sthenozona
Cruria sthenozona là một loài bướm đêm trong họ Noctuidae.